# Miracle Jump
Miracle Jump (ミラクルジャンプ Mirakuru Janpu?) fue una revista japonesa mensual de manga con demografía seinen publicada por Shūeisha, tratada como una edición adicional de la revista Shūkan Young Jump.

## Historia
Fue publicada por primera vez como revista bimensual el 13 de enero de 2011. Los temas principales que trataba eran "ciencia ficción y fantasia". Siguiendo el flujo de Gekkan Young Jump, las ediciones adicionales del trabajo de Shūkan Young Jump y los mangas e ilustraciones pin-up de los autores serializados de Shūkan Young Jump también se publicaban en la revista.
El 25 de junio de 2013, con la revista número 15 publicada, se suspendido temporalmente debido a renovaciones. Fue reabierta como revista mensual a partir del 15 de abril de 2014.
Realizó el primer concurso de huecograbado "Miracle" en 2016. El Gran Premio se anunció en la edición de diciembre del mismo año, y Shioka Ishizuka fue la primera  ganadora del concurso. En el mismo número, Ito Ōgure, AKB48 y Oguri Yui también aparecieron en esa primera portada.
Con la edición de marzo lanzada el 28 de febrero de 2017, paso a suspenderse nuevamente.